# イオトロクス酸メグルミン
イオトロクス酸(iotroxic acid)またはイオトロクス酸メグルミン(meglumine iotroxate)はX線の造影剤として使用される物質である。 具体的には胆嚢や胆管の検査に用いられる。投与法はゆっくり注入する点滴静脈注射である。
副作用は一般的ではない。主な副作用には嘔吐、皮膚の発赤、頭痛、痒み、低血圧があげられる。 稀な副作用には発作とアレルギー反応があげられる。ヨウ素アレルギーのある人への使用は避けるべきでる。イオトロクス酸メグルミンはイオン性ダイマー型のヨード造影剤である。
イオトロクス酸が最初に作られたのは1976年である。世界保健機構の必須医薬品モデルリストに掲載されており、最も効果的で安全な医療制度に必要とされる医薬品である。先進国では磁気共鳴膵胆管造影(MRCP)の可用性によりイオトロクス酸の使用は稀である。